# Escuela francesa de espiritualidad
La Escuela francesa de espiritualidad (École française de spiritualité en francés) fue la principal influencia devocional dentro de la Iglesia católica desde la mitad del siglo XVII hasta la mitad del siglo XX no solamente en Francia sino en toda la iglesia en la mayor parte del mundo. Un desarrollo de la Reforma católica como los Místicos españoles y la Compañía de Jesús, se centró la vida devocional de los fieles católicos en una experiencia personal de la persona de Jesús y la búsqueda personal de la santidad. Quizás fue más concreta que el ejemplo ibérico y por lo tanto más fácil de enseñar, pero comparte con los santos españoles su enfoque de la persona divina. Este movimiento en la espiritualidad tuvo muchas figuras importantes durante los siglos, siendo el primero su fundador el cardenal Pierre de Bérulle.

## Antecedentes

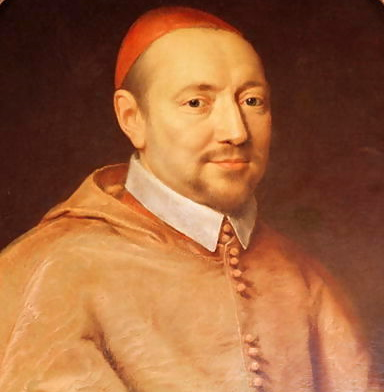
Cardenal Pierre de Bérulle.

La corriente espiritual y apostólica de la escuela francesa de espiritualidad ocupa un lugar importante en casi todas las historias de la espiritualidad. La enseñanza de Bérulle tenía sus raíces en el pensamiento de los Padres de la Iglesia. Entre las características del movimiento fueron: una profunda experiencia mística, un método detallado y bien adaptado para instruir a los demás, y una especial preocupación por la dignidad de los sacerdotes, su santidad y la formación.
El clero francés del siglo XVII, en su mayor parte no tenían la formación adecuada, y recibieron poco apoyo de los obispos, muchos de los cuales ni siquiera vivían en sus diócesis. Los católicos más comunes no tenían una educación y no eran inmunes a la influencia de la superstición y la brujería. Es difícil exagerar la importancia primordial de las misiones populares, dada en las zonas rurales, así como en las ciudades e incluso en el propio tribunal. Todos los líderes de la escuela francesa no sólo participaron en ellos, sino también aclararon la teología subyacente de la misión parroquial.
La renovación misionera fue de la mano con una renovación de la educación y con una multitud de iniciativas apostólicas. El salón de la prima de Bérulle Madame Acarie se convirtió en un verdadero centro de renacimiento católico.

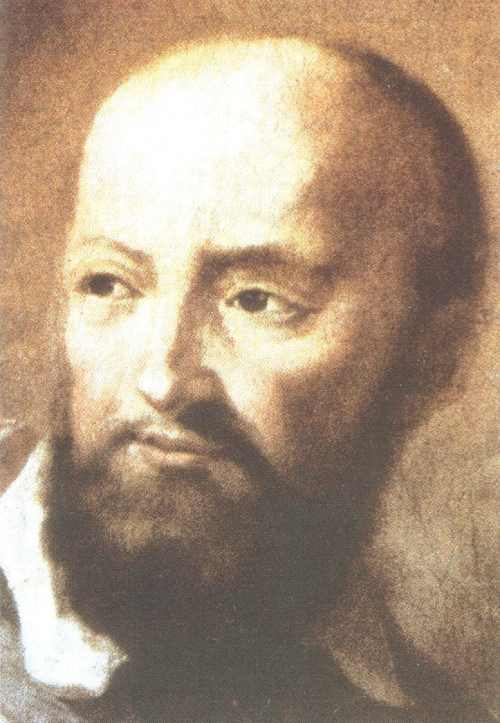
San Francisco de Sales.

## Francisco de Sales
La influencia de Francisco de Sales (1576 - 1622) fue significativa. Ni francés ni italiano, Francisco era nativo de Savoya y pasó la mayor parte de su vida allí entre Francia e Italia. Estuvo en París desde 1578 hasta 1588 en La Sorbona. Durante su segunda estancia como obispo en 1602, dio muchos sermones y se reunió con el círculo de Madame Acarie, incluyendo tal vez al joven Bérulle. Su tercera estancia, desde el otoño de 1618 hasta finales del verano de 1619, lo llevó junto con Vicente de Paúl y Bérulle. Francisco de Sales y Vicente se hicieron amigos, y antes de la muerte de De Sales confiaron a De Paúl para las visitandinas en París.
En su último año de vida (1622), mientras que en Lyon Francisco de Sales visitó a la familia Olier y al bendito joven Jean-Jacques, un adolescente de 14 años. Antes de la fundación de la Compañía de Sacerdotes de San Sulpicio Olier trabajó bajo las misiones de Vicente de Paúl.
Los escritos de De Sales tuvieron gran influencia durante ese periodo. Su Introducción a la vida devota (1608) pasó por muchas ediciones.

## Fundadores

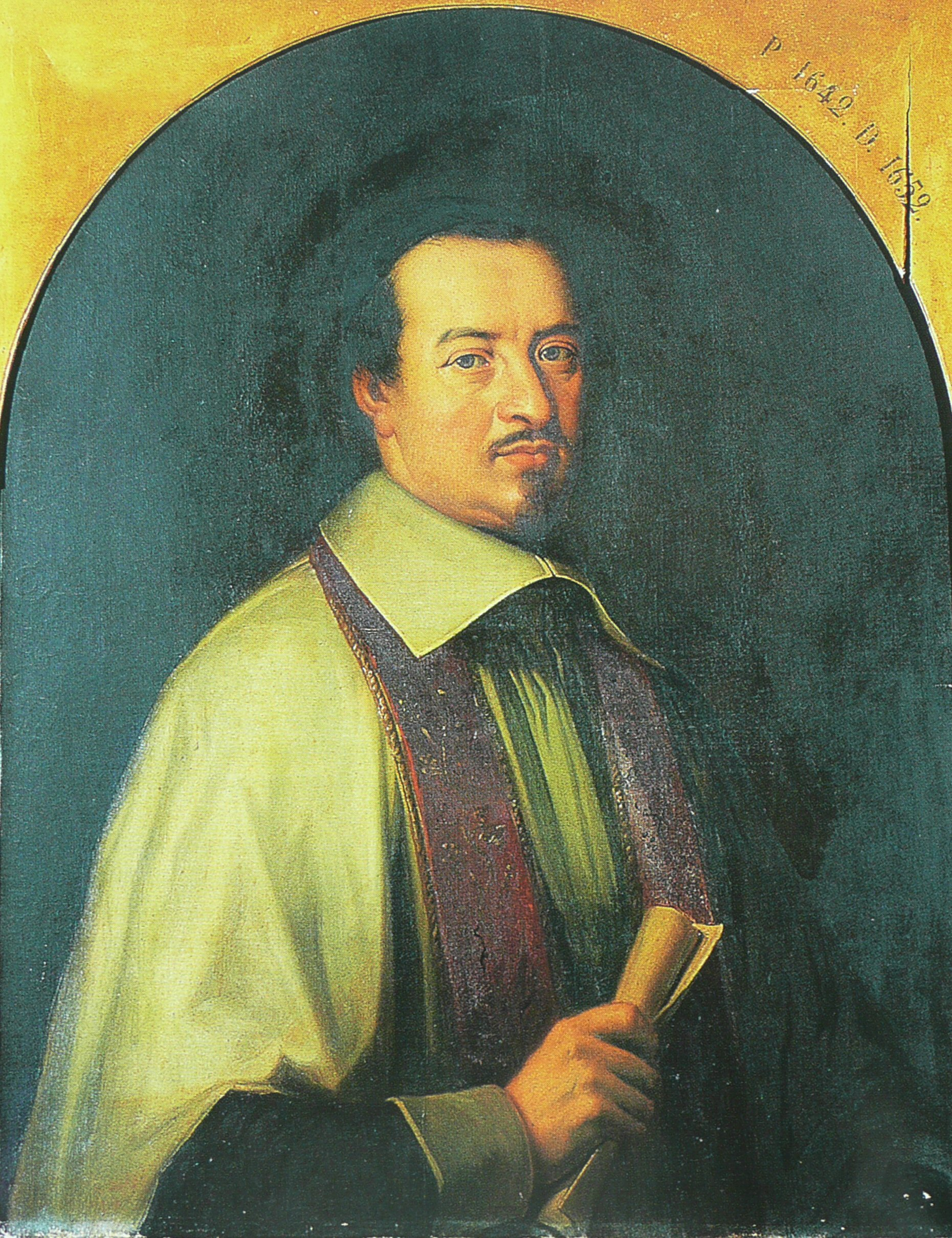
Jean-Jacques Olier.

Pierre de Bérulle, Charles de Condren, Jean-Jacques Olier y Juan Eudes, los cuatro fundadores de la escuela francesa de espiritualidad eran hombres de muchos contrastes.
Al igual que su amigo Francisco de Sales, Bérulle fue un reconocido director de las almas. Dirigiéndose a las almas avanzadas, su dirección era dogmática en el tono. Su gran preocupación era dar a las almas principios de vida. El obispo de Ginebra, por el contrario, escribió para todo tipo de personas, principiantes, así como las que habían hecho algunos progresos y su dirección era psicológica y moral, en lugar de dogmática. De Sales enseñó a los hombres a vivir justos en lugar de pensar justo. La dirección de Bérulle era para la mente, la Francisco de Sales fue para el corazón.
Charles de Condren fue uno de los primeros discípulos de Bérulle y tuvo éxito como superior del Oratorio de Jesús. Asimiló las enseñanzas de su maestro haciendo lo propio en su propio camino. Su atracción lo llevó a meditar, sobre todo, sobre el sacerdocio y el sacrificio del Salvador. Las conferencias espirituales de De Condren inspiraron a muchos, incluyendo a Jean-Jacques Olier.
Jean-Jacques Olier fue preparado para su ordenación en 1633 por Vicente de Paúl. Francisco de Sales era un amigo de la familia. De Condren lo envió a trabajar en las misiones de Auvernia. Se le conoce principalmente como el fundador tanto del Seminario y la Compañía de Sacerdotes de San Sulpicio.
Juan Eudes entró en el Oratorio en 1623, pero lo abandonó después de veinte años para fundar la Congregación de Jesús y María. La promoción al Sagrado Corazón, se preparó una oficina adecuada y una misa por la solemnidad y octava del Divino Corazón de Jesús.

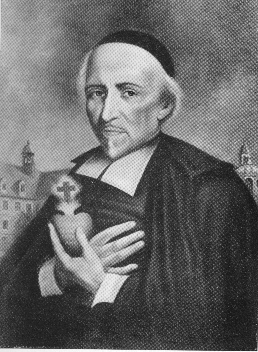
Juan Eudes.

## Fundamentación teológica
Bérulle era un gran teólogo y místico que tuvo una fuerte influencia en su tiempo. La contribución de Bérulle fue el enfoque absoluto en Jesús, la encarnada Palabra de Dios, tanto en su divinidad sublime y en su completa degradación como Dios hecho hombre. Centrada en esta persona que rebajó voluntariamente para entrar en la condición humana, el fin devocional para los fieles era abandonar todo ego y vanidad para que la persona de Cristo pueda encarnarse en el creyente.
Introdujo a las monjas Carmelitas en Francia en 1604 y fundó en 1611 el Oratorio de Jesús, un grupo de clérigos diocesanos cuyo propósito era restaurar la dignidad del sacerdocio.

## Discípulos de Bérulle
Uno de los discípulos de Bérulle, Jean-Jacques Olier pasó a fundar los Sulpicianos para ejecutar seminarios y entrenar a los futuros sacerdotes en Francia, Canadá y Estados Unidos, distribuyendo así la influencia de la escuela francesa a América del Norte, donde dominaría durante los siguientes tres siglos. El esfuerzo particular de Olier en el pensamiento más pesimista de la escuela francesa es capturado en esta cita de Olier Journée chrétienne, (Part. 1):

Es necesario para el alma estar en miedo y desconfianza se sí misma;… Se debe hacer que su placer y alegría dependan de sacrificar a Jesús toda la alegría y el placer que se puede tener, aparte de sí mismo. Y al tomar parte en aquellas cosas en las que la Providencia que esté obligada a estar ocupada, tales como comer, beber, y la conversación con las criaturas, debe ser escasa en todo, debe desechar lo que es superfluo, y debe renunciar, en su uso, la alegría y el placer de ser encontrados en la misma, unir y entregarse a Jesús con la frecuencia que se siente tentado a disfrutar de algo aparte de él y no a sí mismo.

Otro de los discípulos de Bérulle era Jeanne Chézard de Matel que pasó a fundar la Orden del Verbo Encarnado y del Santísimo Sacramento en Aviñón, Francia. El propósito expreso de este claustro de mujeres era dar adoración al Cristo Encarnado, haciendo a la liturgia un culto de adoración a Dios en el temor y el misterio y por medio de su presencia haga "una extensión de la Encarnación admirable".
Fue a través de Bérulle que Vicente de Paúl se convirtió en capellán de la influyente familia Gondi, a través de quien De Paúl conoció a una gran cantidad de gente importante en la alta sociedad y la iglesia.

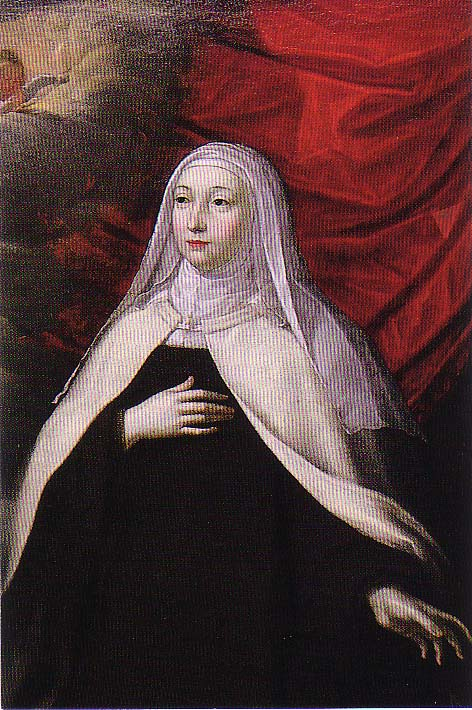
Madame Acarie.

## Desarrollos devocionales
Los ejes de la devoción de la escuela francesa eran:
- Exaltación de Cristo por los fieles y el movimiento de la voluntad de hacerse humilde servidor de Cristo.
- La meditación y la imitación de los sentimientos encontrados en las escrituras de Cristo y de María.
- Adoración eucarística.
- La devoción al Sagrado Corazón de Jesús y al Inmaculado Corazón de María a través de coronillas (oraciones particulares tipo Rosario) y letanías.

## Figuras importantes en el movimiento
- Cardenal Pierre de Bérulle (1575 - 1629), fundador del Oratorio de Jesús en 1611.
- Henri Boudon.
- Jean-Jacques Olier (1608 - 1657), fundó la Compañía de Sacerdotes de San Sulpicio, en 1642, para capacitar y formar a los futuros sacerdotes.
- Luis María Grignion de Montfort.
- Gaston-Jean-Baptiste de Renty.
- Madame Acarie.
- Jérôme le Royer de la Dauversière.
- Juan Bautista de La Salle (1651 - 1719), fundador del Instituto de los Hermanos de las Escuelas Cristianas en 1680 para formar maestros cristianos.

## Comunidades religiosas fundadas en la tradición de la escuela francesa
- Congregación de Santa Cruz.
- Oratorio de Jesús.
- Asuncionistas.

## Lectura adicional
- The French School of Spirituality (en inglés)

- Datos: Q273545
- Multimedia: French school of spirituality / Q273545